# Sony PRS-505

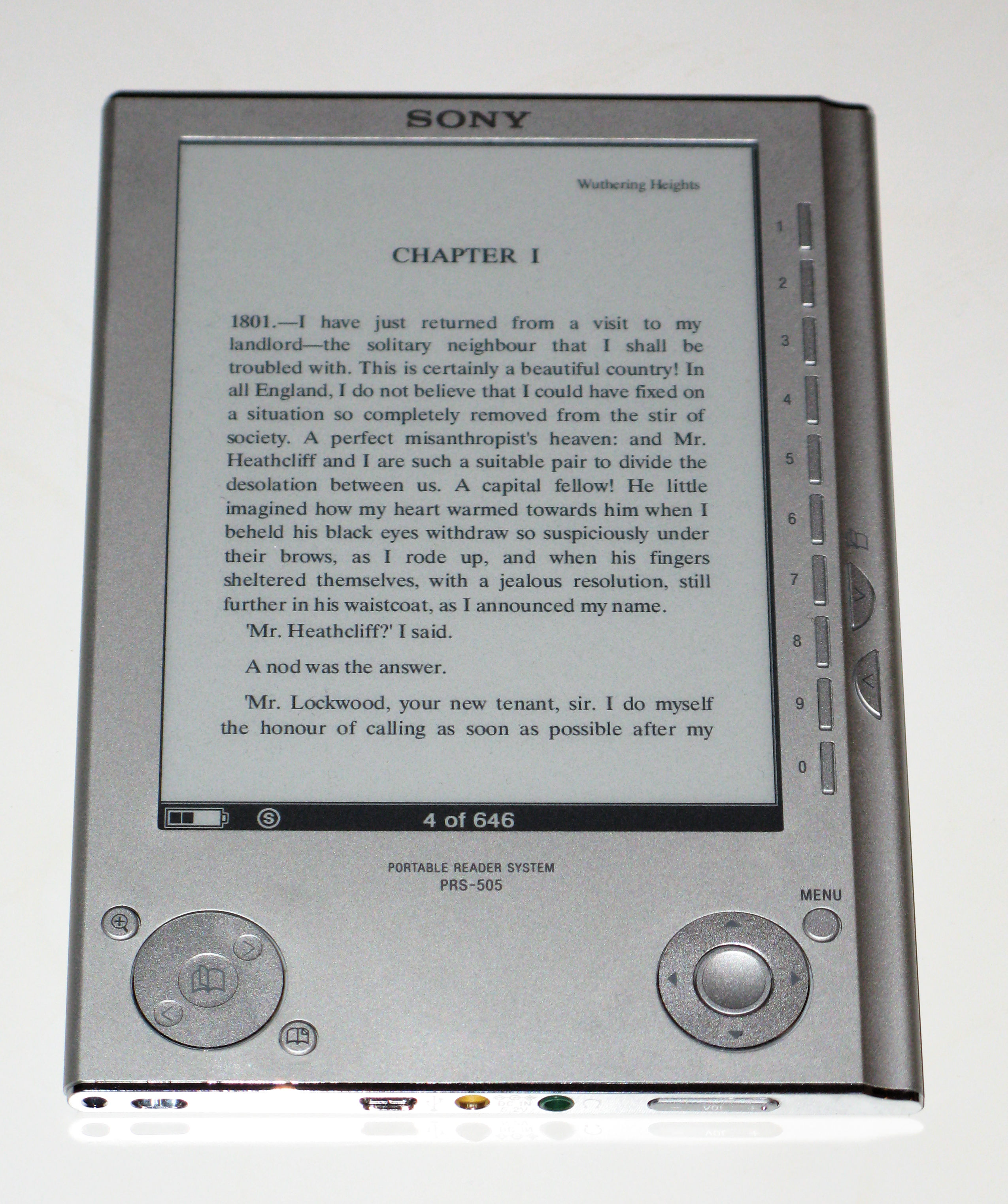
Czytnik Sony PRS-505

Sony PRS-505 – czytnik książek elektronicznych firmy Sony. Został wprowadzony do sprzedaży w październiku 2007 r.
Sony PRS-505 wykorzystuje 6" wyświetlacz E Ink o 8 odcieniach szarości i rozdzielczości 800x600 pikseli. Urządzenie posiada 192 MB wbudowanej pamięci i dwa sloty na karty pamięci: Memory Stick Duo (do 8 GB) i SD (do 2 GB). Łącznie pozwala to rozszerzyć pamięć urządzenia do ponad 10 GB. Po podłączeniu do komputera urządzenie jest widoczne jako pamięć zewnętrzna. Bateria urządzenia po całkowitym naładowaniu wystarcza na wyświetlenie 7500 stron. PRS-505 nie posiada modułów łączności bezprzewodowej i pozwala na kopiowanie pliku tylko z wykorzystaniem portu USB komputera. Obsługiwane formaty dokumentów to: ePub, txt, PDF, RTF, LRF i LRX. Poza tym można wyświetlać obrazy jpg, gif, png i BMP i odtwarzać muzykę MP3 i AAC.